# Питсфилд (Њу Хемпшир)
Питсфилд (енгл. Pittsfield) насељено је место без административног статуса у америчкој савезној држави Њу Хемпшир.

## Демографија
По попису из 2010. године број становника је 1.576, што је 93 (-5,6%) становника мање него 2000. године.
| Група             | 2000.         | 2010.         |
| Белци             | 1.598 (95,7%) | 1.483 (94,1%) |
| Афроамериканци    | 4 (0,2%)      | 4 (0,3%)      |
| Азијати           | 1 (0,1%)      | 10 (0,6%)     |
| Хиспаноамериканци | 28 (1,7%)     | 50 (3,2%)     |
| Укупно            | 1.669         | 1.576         |